# Gotlandslänken
Gotlandslänken avser de högspända undervattenslikströmskablar som förbinder Västervik på fastlandet med Ygne på Gotland (cirka 96 kilometer). När den första kabeln (Gotland 1) togs i bruk 1954 utgjorde den världens första kommersiella kraftöverföring med högspänd likström. 2017 listades den ursprungliga Gotlandslänken som Sveriges första IEEE Milestone(en).
Nya kablar tillkom 1983 (Gotland 2) och 1987 (Gotland 3). Gotland 1 togs ur bruk 1986.
Länkens kapacitet har genom åren uppgraderats från ursprungliga 20 megawatt till nuvarande (2018) maximala 320 megawatt.

## Bakgrund
När elektriciteten började användas i Sverige i slutet av 1800-talet producerades elen i nära anslutning till sin användningsplats – fabriker och gruvor hade i många fall egna vattenkraftverk.

### Vattenfall och stamnätet
På 1930-talet hade forsar i södra och mellersta Sverige till stor del redan nyttjats som vattenkraftkällor, och man började rikta in sig på Norrlands många älvar och vattenfall – och att koppla ihop befintliga elnät till ett sammanhängande stamnät, som kom att samköras första gången 1938. Andra världskriget (1939-1945) medförde ökat elbehov och snabbare stamnätsutbyggnadstakt än planerat. Efter kriget 1945 beslutade riksdagen att Vattenfall skulle ha monopol på att bygga och äga stamnätets kraftledningar.:3

### Växelström eller likström
I teorin skulle likström ge mindre energiförluster vid kraftöverföring över långa avstånd, jämfört med elnätets växelström. Problemet var omvandlingen mellan de båda strömtyperna – från elnätets växelström till högspänd likström – och sedan tillbaka till växelström före användandet, som kräver kostsamma anordningar vid ledningens ändpunkter.
När Vattenfall under 1940-talet planerade Harsprångslinjen fanns överväganden om att använda högspänd likström, istället för den vanligare använda växelströmstekniken. Men tekniken för likströmsöverföring över långa avstånd var otillräcklig så kraftledningen byggdes med växelströmsteknik.:1
Förhållandet att likström ger lägre förluster än växelström är ännu mer påtagligt för en undervattenskabel på grund av de förluster som fås i en växelströmsledning som är omgiven av vatten. Vilken kabellängd som gör likströmsöverföring lönsam (genom lägre förluster som "betalar" kostsamma omriktarstationer) beror på flera tekniska och ekonomiska faktorer, men för längder över 200 km är (2019) likströmsöverföring dominerande.

### Asea och högspänd likström (HVDC)
1929 uppfann Asea under ledning av elektroingenjören Uno Lamm, sedermera kallad "HVDC-teknikens fader", en jonventil (kvicksilverlikriktare) som fungerade med högre spänningar än tidigare. Lösningen patenterades och 1945 hade tekniken utvecklats ytterligare – man byggde tillsammans med Vattenfall en provstation i Trollhättan med en tillhörande 50 kilometer lång kraftledning för kraftöverföringsexperiment över långa avstånd.:2

### Gotlands elförsörjning
På 1940-talet var Gotlands elförsörjning beroende av öns största kraftverk, det kol- och oljeeldade Slite ångkraftverk, medan fastlands-Sverige var sammankopplat i ett rikstäckande elnät som nyttjade vattenkraft från norra Sverige, vilket gav fastlandet billigare elpriser. Det fanns en politisk målsättning att utjämna elpriserna över landet genom att nyttja inhemsk vattenkraft.:3 Gotland ansågs ej ha några egna utbyggnadsvärda vattenkrafttillgångar och ångkraftverket prognostiserades tillräckligt fram till 1955, så framtida alternativ stod mellan att bygga ut ångkraftverket i Slite, bygga ett nytt kraftverk, eller att ta del av den inhemska vattenkraften genom fastlandets stamnät.

## Gotland 1
1947 tillsatte Vattenfall och Aktiebolaget Skandinaviska Elverk (som kontrollerades av Asea) en särskild utredningskommitté för att utreda ekonomiska och tekniska möjligheter för en kraftöverföring från fastlandet till Gotland. 1950 lämnade kommittén sin slutsats i en proposition till riksdagen: kraftöverföring från fastlandet till Gotland ansågs tillräckligt tillförlitlig med likströmsteknik efter försöken i Trollhättan 1945, skulle ta 3–4 år att genomföra och kosta 9,5 miljoner kronor. Ett investeringsanslag på 2,5 miljoner kronor för budgetåret 1950/51 beviljades Asea och arbetet påbörjades. Några ansvariga specialister i Asea i Ludvika, utöver Uno Lamm, var: Erich Uhlmann och Harry Forssell.
Den 96 kilometer långa kabeln tillverkades i Liljeholmens Kabelfabrik i längder om 7 kilometer som skarvades ihop. Kabeln var på plats mellan omriktarstationerna i Västervik och Ygne sommaren 1953, testades den 7 mars 1954  och invigdes officiellt den 26 maj 1956.:5 Slutkostnaden blev 19 miljoner kronor. Som en följd av kabeln sjönk elpriset på Gotland påtagligt från år 1955. Till en början uppfyllde kabeln hela Gotlands strömbehov, men i mitten av 1960-talet hade behovet ökat och viss elkraft fick åter produceras lokalt.:6
Våren 1967 ersattes en av kvicksilverlikriktarna med en tyristor, vilket var första gången en tyristor användes för kommersiell överföring av högspänd likström. 1970 installerades fler tyristorlikriktare (halvledare som var mindre och utan kvicksilver), som i seriekoppling med de gamla kvicksilverlikriktarna möjliggjorde en ökning av spänningen från 100 till 150 kV och av överföringskapaciteten från 20 till 30 MW.
Gotland 1 togs ur bruk 1986, efter att ha blivit ersatt av Gotland 2 och Gotland 3.

## Gotland 2 och 3
Regeringen skrev 1980 i en proposition att Gotlands kraftsystem enligt Vattenfall beräkningar behövde förstärkas vid mitten av 1980-talet. Man framhöll att en ny kabel till fastlandet skulle bli billigare än en ny kolkondensanläggning på Gotland. Priset för den nya kabeln beräknades till 240 miljoner kronor.
1983 byggdes nya omriktarstationer baserade på tyristorlikriktare och en ny kabel lades ut. Den nya kabeln invigdes officiellt 21 november 1983 och hade en nominell spänning på 150 kV och en överföringskapacitet på 130 MW.:11 Gotland 1 och Gotland 2 drevs oberoende av varandra men var sammantaget tillräckliga för att tillgodose hela Gotlands energibehov, så lokal förbränning av fossila bränslen behövde endast användas som reservkraft.
Under det första halvåret efter driftsättningen av Gotland 2 hade det förekommit så många störningar och avbrott att Vattenfall i mars 1985 beslutade om en tredje kabel, Gotland 3, som en dubblering av Gotland 2.:11 För att påskynda tillståndsprocessen skulle den nya kabeln läggas på samma sträckning som Gotland 1, som i sin tur skulle plockas upp.:12 Gotland 3 började drivas kommersiellt 18 november 1987, och utgjorde tillsammans med Gotland 2 en av två parallella kablar i en gemensam krets som agerade reservkabel åt varandra.:12

## 2000-talet och framåt
På grund av Gotlands omfattande utbyggnad av vindkraft genomfördes 2001 en komplettering av befintlig utrustning för att vid behov även kunna överföra energi från Gotland till fastlandet.:12
2015 beslutades att kontrollanläggningen skulle uppgraderas och 350 miljoner kronor investerades för arbeten som utfördes sommaren–hösten 2018.
Planer på ytterligare utbyggnad som funnits sedan 2009 skrotades i maj 2017 av Svenska Kraftnät men är ännu (mars 2019) föremål för politisk debatt. Bland argumenten märks gotländsk utbyggnad av vind- och solkraft samt planer på elbaserad cementproduktion.

## Fortsatt utveckling 2020-talet

### 2021
Planer på ytterligare utbyggnad återupptogs 2021 och Svenska Kraftnät planerade att påbörja en ny utredning 3:e kvartalet 2021 tillsammans med Gotlands elnät och Vattenfall eldistribution.
Hösten 2021 föreslog även Hitachi ABB Power Grids en möjlig privat lösning med en kabel från svenska fastlandet via Gotland till Lettland.

### 2022
Under Almedalsveckan 2022 bekräftade energiministern att en ny elkabel ska byggas. Svenska Kraftnät ska i september 2022 rapportera till regeringen hur arbetet fortgår.
I samband med energiministerns uttalande gick SVK ut och bekräftade att ytterligare en elförbindelse behövs till ön runt år 2030.

Den 21 oktober presenterar SVK en systemstudie där en 220kV AC lösning föreslås.
"Förutsättningar i systemanalysen har varit en maximal last på ca 0,6 GW och produktionskapacitet på 1,2 GW. Dimensionerande driftfall har varit hög förbrukning i kombination med låg vindkraftsproduktion. I systemanalysen föreslås ett redundant AC system som består av två stycken 220 kV-sjökablar. Den föreslagna lösningen ger en överföringskapacitet mellan Gotland och fastlandet på 440 MW. De nya förbindelserna förväntas tas i drift omkring 2030. Lösningen innebär inte full redundans för vindkraftsproduktionen, vilket innebär att vindkraft kommer att kopplas bort vid vissa felfall. En framtida utbyggnad med VSC-HVDC ska även möjliggöras men detaljplaneras inte."